# هوسة (تراث شعبي)
الهوسات أو الردسة هي عبارة عن أهازيج شعبية شعرية حماسية ضمن تراث العادات والتقاليد الفلكلورية العراقية، تقام في مناسبات الفرح والحزن، يبتدأئها 'المهوال أو المهوسجي'
الذي يقوم بإلقاء أبيات حماسية باللهجة العامية العراقية ويختمها بتكرار الكلمات الأخيرة ومن ثم يرفع صوته ويقفز ويضرب على الأرض بقدمه بقوة ويقوم الناس من حوله بفعل ذلك أًيضًا ومن ثم يدورون بحركة دائرية مرددين أهزوجة حول الغرض المقصود من كل هوسة ويكون صوت ضرب الأرض هو إيقاع لهذه الفعالية من أجل بث الحماس بين الحاضرين، تستخدم الهوسات لإستقبال الضيوف والزعماء وتأبين الميت ومراسيم الزواج والفرح وماشابه وفي الحرب والنصر والتهديد وأيضًا لإستذكار حدث ما، تنتشر الهوسات في جنوب العراق خصوصًا في مناطق الأهوار والريف أكثر من غيرها من المناطق.
وفي الغالب لاتخلو مناسبة عراقية من الهوسات.، وأحيانًا تقوم الهوسات دون مهوال ودبكة على الأرض وتكتفي بترديد الأهازيج والتصفيق أيضًا بالأخص إذا كانت المناسبة على مستوى خاص بين العائلات العراقية وليس على مستوى عام شعبي وتسمى الكولات. لكن غالبًا ما يقصد بعادة الهوسة هو ما ذُكر أعلاه وليس فقط ترديد الأهازيج.
ولايوجد لمراسيم الهوسة لباس أو أداة أو تنظيم خاص بها وتقام بشكل عادي وقد تختلف من من مناسبة لأخرى وأيضًا قد تمارس ضمن عادة أخرى، وأحيانًا يحمل المهوسون المقاوير والبيارق والأسلحة تعبيرًا عن الشجاعة أو التهديد، تنظم الأهزوجة في الهوسة عادة بأربعة أشطر، تكون الثلاثة أشطر الأولى بمثابة التهيئة للربّاط (القفل) الذي يعدُّ روح الهوسة، بل هو (الهوسة) في حقيقة الأمر، ومن الملاحظ أنّ الأشطر الثلاثة الأولى لا تتقيد بوزن معين فربّما تنظم بوزن الدارمي، أو الموشح، أو التجليبة، أو غير ذلك، أما الربّاط فله وزن خاص به يأتي في الأعم الأغلب على بحر المتدارك.

## التسمية
يعتقد أنّ تسمية الهوسة جائت من «ضرب من الجنون»، ينتاب قائلها من الهوس، في حين لا يوجد أي رابط يربط بين تسمية هذا الفن والجنون فالمتعارف عليه أنّ المجنون لا يتصرف بعقل أو حكمة أو انتظام في المقابل نجد أنّ المهوال هو من يمتلك ناصية الموقف في إدارة دفة منبر المناسبة التي يُدعى إليها.
أما رأي الثاني والأوسع لتسمية الهوسة بهذا الاسم، فالمرجح أنّ مرد ذلك يعود للخصيصة المتفردة التي يتميز به هذا النوع من الإنشاد، والتي تكمن في ترديده بصوت عالٍ في المحافل، والأماكن الجماهيرية العامة والخاصة. وقد لوحظ أن كلمة هوسة قد وردت في اللغة العامية المتوارثة لدى المصريين، والتي مازالت مستخدمة لحد الآن. وقد أُشير إليها بالرمز: «هوس (يغنى) (hs)»، وقد اختلفت الآراء حول أصل هذه الكلمة فمنهم من قال: إنها قبطية، وردها آخرون إلى الهيروغليفية، وعدّها غيرهم من الكلمات الفرعونية. وبرغم هذا الاختلاف إلا أنهم يتفقون جميعا على أنها تعني (صوت الغناء العالي). وبما أن أداء الهوسة العراقية يتجسد بصوتٍ إنشادٍ عال - هو الآخر - فعليه يمكن القول إن كلمة الهوسة (المصرية والعراقية) تصب في ذات المعنى، إذ أن كليهما يعني صوت الغناء العالي.

## تاريخ
لا يعرف على وجه الدقة متى ظهر فن الهوسة في العراق، ولا تتوفر نصوص قديمة نستدل من خلالها على تحديد تاريخ نشأته الحقيقي، إلاّ أن المُسلم به أنّ الشعر الشعبي العراقي بمفاهيمه وتراكيبه المعروفة في الوقت الحاضر لا يتجاوز عمره المائتي عام، وعلى وفق ذلك يمكن تفنيد مزاعم من يدعي أنّ الهوسة «ظهرت إلى حيز الوجود في أوائل الاحتلال التركي للعراق عام 1514م» حيث بدأ ينشأ في مناطق الفرات الأوسط.
أما أقدم نص هوسة معروف فهو ما نسبه الأب انتساس ماري الكرملي لعشائر الهندية الذي قال: إنها قالته وهي تحارب والي بغداد مدحت باشا بقيادة شيخها وادي، مخاطبة إياه: «قم وادي وبغداد ارتجت».
فإذا صح ما قاله الكرملي، فإن ذلك يدعونا إلى معرفة تاريخ حملة مدحت باشا التي قادها على بغداد، والتي تشير المصادر إلى أنها قد حدثت بعد أربعة أشهر على ولايته للعراق نتيجة دعوته للتجنيد الإجباري، أي أن ذلك حصل في عام 1869م. ولكن ما يثير الاستغراب هو لم يعثر على أي نص مدوّن آخر طيلة سنوات الاحتلال العثماني، إذ ربّما ضاعت أو فقدت تلك النصوص التي قيلت في تلك المرحلة.
ويظهر أنّ الهوسة قد عُرفت في حياة الحاج زاير الدويج المولود في عام (1277ه / 1860م).
المخلص إنّ فن الهوسة لم يكن شائعا ومعروفا إلاّ في منتصف القرن التاسع عشر الميلادي واستمر نظمه فيما بعد، ولاسيما في الخصومات والمشاجرات التي كانت تحدث بين القبائل الفراتية، فضلا عن مقارعة الاحتلال العثماني في أواخر عهده، إلا أن الذي يؤسف له أن جل النصوص التي نظمت في تلك المرحلة لم تصل إلينا، ولهذا نرجح ضياعها. أما في مرحلة الاحتلال البريطاني للعراق وما أعقبها من ثورات وانتفاضات شعبية، فقد حظيت الهوسة بفرصة التدوين لتوثق تلك المعارك التي سطرها أبناء الرافدين، وهم يقارعون سلطة الاحتلال البغيضة، ولاسيما في ثورة العشرين التي قيل فيها الكثير من الهوسات الحماسية. وهناك فرقًا بين الأهزوجة والهوسة فالأولى تعرف على إنها الأقرب للأغنية أو الأنشودة أما الثانية فأساسها الأهازيج أي عادة الهوسات ضمن فن الأهازيج لا تسمى كل أهزوجة تسمى هوسة لأن كل واحدة منها لها نمطها الخاص.

## من الأقاويل فيها
- حسين علي الحاج حسن: «ضرب من الشعر العامي تنظم من شطر أو بيت ذي شطرين يغلب فيها التدوير وليس لها وزن معين وإن شاع نظمهم لها على وزن يقرب من بحر (المحدث)».[22]
- حسين العقابي: «نمط شعري ترنمي تطريبي منغم تنغيما مستذوقا من قبل المتلقي بتلقائية لا تكلف فيها، وأجمله وأقواه ذلك الذي يصدر عن العامة محدودي الثقافة».[23]
- عبد الرزاق الحسني: «إنّها أكثر أنواع الشعر الشعبي شيوعاً بين القبائل العراقية التي ألفت الغزو، وشن الغارات منذ أحقاب عديدة».[24]
- عبد الحميد العلوجي: «إنّ الهوسة تفجير عاطفي يثير الهمم الرواقد، ويعلن الحرب، ويقدّس الأمجاد المتوارثة، ويسب العدوان».[25]
- ماسينيون: «أنها ضرب من الفن التهكمي».[25]
- جعفر عبد الأمير: «لون غنائي فولكلوري عراقي يرافقه رقص جماعي يستخدم لإثارة الهمم والتحفيز على القتال، ويتميّز هذا اللون بالإيجاز والسهولة والسرعة».[1]
- كاظم سعد الدين: «الهوسة من الشعر الشعبي الحماسي على بحر الخبب، وهي من هاس يهوس الشيء، أي دقه وكسره، ويقال حمل على العسكر فداسهم وهاسهم، أي كسرهم والهواس، والهواسة، الأسد الطواف بالليل مع جرأة في طلب، وتعني أيضا الشجاع المجرّب».[26]

## من الهوسات المشهورة
تقسم الهوسات إلى ثلاث أقسام تبعًا للمنطقة المشهورة لكل هوسة وهن: هوسات الجنوب، هوسات الفرات الأوسط، هوسات الغربية.
ومن أشهر أنواع الأهازيج في الهوسات: الهوسة الحجيمية، والهوسة العكيلية، وكذلك هوسة ذات الرباطين والتجليبة والدارمي والموشح والمجزوء الهزج (شعر الطويل الشعبي) والهوسة ذات الحواشي أو الساري.

### أمثلة على الهوسات
- من الهوسات في السياسة:[33]

مـا نـــرضى بـحـكـومـة اتــچــذّب اعـلى الـناس
ولا نــــرضـــى بســياسي فـــــاقـــــــد الإحســــاس
وقـــطـعـــاً مــا نـريـــد أي خــــــــاين ودسّـــــــــاس
- من الهوسات في الوطنية:[34]

| كلنه انموت دون الــــوطن ودنه |
| أو لو جدم علينه الحتم ودنه    |
| كلمن وصل حدنه وكرب ودنه       |
| للمظلم خل يودونه              |

- من الهوسات في الفخر:[34]

دله أحنه ومضيف يفوح طيبه وهيل.. نجر يدوي ويجيب التايهين أبليل.. عراقيين أسمنه بعلو نجم أسهيل
لـو صار الطك نلعب جوله
- من الهوسات في الحب والغرام:[35]

عَسه عمري كضيت أوياك وليت.. أو عكب وصلك عليّ أجفاك وليت.. دريت أبـيوم مـد الظعن وليت
الموت أو لا صَدّك سـاعــه
- من الهوسات في الرثاء:[36]

اليوم أصبح يتيم ومحزن المشخـاب.. أعله مفتاح السياسة اليرهم الكل باب.. بيك أيطيح هـذا ما حسبنه أحساب
غيرك ميّت يو حي محد يعلم بيه
- من الهوسات في الهزل:[37]

إحنه أربات عمشه بالحرب الوّه.. وتشهد لعد صولتنه السعلوّه.. أبونه آدم وأمـنه صدك حوه
ياما فركعنه وصبينه
- من المراسلات في الهوسات:

المراسلة التي حصلت بين الشيخ عجة الدلي، زعيم البو جياش، والشيخ عزارة المعجون، زعيم بني حجيم آنذاك.
قال الشيخ عجة مخاطبا الشيخ عزارة:
هذا العلم هذا عالحرب منشور.. ودمنه أعله الملاكه أبكل مسيّه أيفور.. دوك أسرع يطارش كل لبن مذكور.. يتلكه الصوجـر وأحنه إوياه.
فأجابه الشيخ اعزارة قائلاً:
عد وجهك يعجة العلم خـلّـه أيرف.. وعلى روس النشامه بهالوطن يشرف.. عزارة أيكول حاضر والصبح يكشف.. الخوش أزلام تبيـن بـيـه.
- من المساجلات أو المطارحات في الهوسات:

المطارحة التي حصلت بين الشاعر عبد السادة الكصاد، والمهوال الفراتي مكطوف الظالمي
إذ قال الفراتي منتقدا سياسة الحكم الملكي العراقي وقتذاك:
يمنادي الشعب لبّاك من ناديت.. ذبحت أهل الفرات أعليك ما بكيت.. سوّيتك حـكومه وسلميتك بيـت.. أشلون أتسلم البيت المطرة أو مطره اتصاوغ بيه
فرد عليه الشيخ عبد السادة الكصاد مطارحا له:
مطره البيت وأهل البيت حكهه من تصاوغ بيه.. اشجم مرّه تجي للبيت مطره أو خالي أهو تلجيه.. من عشرين لثلاثين للخمسين مطره اتبوك وتضم بيه .. الرايد يحفظ هذا البيت يطلج مطره أو ذاك الحايف ما يدناه.

### هوسات منوعة
- «أخوان سنة وشيعة هذا الوطن ما نبيعه»
- «صلواتك يانبينا حلوة هاليلة علينا»
- «الطوب احسن لو مكواري»
- «حل فرض الخامس كومولة»
- «بس لا يتعذر موش آنه»
- «هيبة انت وصدر ديوان بالكلفات ينخونة»
- «عرس الزين هيل وطش بالولاية»
- «صلاوات ماشالة بردت عيون الحارة»
- «متعجب خالگلة بعيرة»
- «صحت حيدر امامي واليلوم يلوم اريد ابعث سلامي للنجف هاليوم»

## من أشهر مهاويل الهوسات
لفن الهوسة رواد كُثر منهم:
- قديما: الشيخ عجمي السعدون، والشيخ شعلان ابو الحون، والشيخ عبد الواحد آل سكر، والشيخ مرزوق العواد ، والشيخ عجة الدلي والشيخ عزارة المعجون، والحاج سعدون الرسن، والمهوال عبد السادة القصّاد، والمهوال مقطوف آل جياد الظالمي، والمهوال محمّد صيته الحساني، والمهوال حدّاوي أبو عبد، وعباس كبس الفتلاوي، وعفته بنت أصويلح الأزيرجاوية، وأفطيمة آل علي الظالمية، وانجيدة، وغيرهم.
- حديثا: مرتضى حرب، علي المنصوري، فايز البدري، خليل الجبوري، حيدر المالكي، ناصر محمد ابو بدر البهيدل, وغيرهم الكثير من المشهورين على المستوى الشعبي.